# Hrabstwo Holandii
Hrabstwo Holandii (niderl. Graafschap Holland, łac. Comitatus Hollandiae) – dawne hrabstwo w Świętym Cesarstwie Rzymskim, którego obszar odpowiadał w przybliżeniu dzisiejszym prowincjom Holandii Północnej (Noord-Holland) i Holandii Południowej (Zuid-Holland) bez wysp Holandii Południowej oraz wysp Terschelling, Vlieland, Urk oraz Schokland, które w późniejszym czasie należały do innych prowincji. To samo dotyczy kraju Heusden i Alteny, który od 1813 r. należy do prowincji Brabancja Północna.
Pierwszym hrabią Holandii w roku 1101 był Floris II Gruby. Wraz ze śmiercią Jana I w 1299 r., wymarła dynastia Gerolfingów, a następni hrabiowie wywodzili się już spoza hrabstwa, kolejno z rodów Avesnes (Hrabstwo Hainaut), Wittelsbachów (Bawaria), Walezjuszów (Księstwo Burgundii) oraz Habsburgów.
W XVI w. hrabstwo uzyskało dominującą pozycję w Holandii. Wynikało to z jego ekonomicznej dominacji oraz ze współpracy z Habsburgami podczas konsocjonalizmu państwa Fryzji oraz Księstwa Geldrii.  
Hrabstwo w Republice Zjednoczonych Prowincji miało dominującą pozycję, zarówno pod względem politycznym jak i ekonomicznym. W 1795 r. wraz z przybyciem Francuzów, wszystkie prawa feudalne zostały formalnie zniesione. Trzy lata później utworzono departamenty: Texel, Amstel, Delf oraz Skaldy i Mozy